# Naturmacht Productions
Naturmacht Productions ist ein 2009 gegründetes deutsches Musiklabel, das heute im finnisch-lappländischen Lautiosaari bei Keminmaa sitzt. Begründet und geleitet wird es vom Dresdner Robert Brockmann, welcher von 2014 bis 2016 bei Sado Sathanas als Bassist aktiv war und sich zudem seit 2012 seinem eigenen Black Metal Projekt Lebensnacht widmet. Es ist vor allem auf Black Metal in seinen verschiedenen Facetten spezialisiert.
Die regionale Herkunft der veröffentlichten Bands streut einerseits geographisch quer durch Europa und andererseits quer über alle anderen Kontinente. Als außereuropäische Bands befinden sich beispielsweise From Hell aus Indonesien, Old Graves aus Kanada oder Wending Tide aus Neuseeland im Portfolio.
Mit Stand zum Jahresende 2019 sind bei der Online-Datenbank Discogs etwas über 180 Veröffentlichungen hinterlegt.

## Veröffentlichungen (Auswahl)
|                    | Gruppe            | Titel                  | Jahr | Kommentar |
| ------------------ | ----------------- | ---------------------- | ---- | --------- |
| Vereinigte Staaten | Æðra              | Perseiderna            | 2016 |           |
| Finnland           | Ancestors Blood   | Hyperborea             | 2016 |           |
| Deutschland        | Dauþuz            | MONVMENTVM             | 2019 |           |
| Frankreich         | Dementia Ad Vitam | De Gaïa, Le Poison ... | 2010 |           |
| Indonesien         | From Hell         | 巫峽王朝 Dynasty       | 2014 |           |
| Kanada             | Old Graves        | Long Shadows           | 2016 |           |
| Deutschland        | Rimruna           | Der Hatz entronnen     | 2017 |           |
| Deutschland        | Sado Sathanas     | Nomos Hamartia         | 2014 |           |
| Neuseeland         | Wending Tide      | The Painter            | 2017 |           |

## Bands (Auswahl)
- Dauþuz
- Dispersed Ashes
- Exitium Sui
- Sado Sathanas